# Lista siturilor arheologice din județul Argeș - I
Lista siturilor arheologice din județul Argeș - I conține toate siturile arheologice din județul Argeș înscrise în Repertoriul Arheologic Național (RAN) și aflate în localități al căror nume începe cu litera I. RAN este administrat de Ministerul Culturii și Patrimoniului Național și cuprinde date științifice, cartografice, topografice, imagini și planuri, precum și orice alte informații privitoare la zonele cu potențial arheologic, studiate sau nu, încă existente sau dispărute.
Puteți căuta un sit din localitățile care încep cu litera I folosind formularul de mai jos sau puteți naviga prin toate siturile din județ la Lista siturilor arheologice din județul Argeș.
| Cod RAN     | Denumire | Localitate                     | Adresă           | Datare      | Descoperit | Coordonate | Imagine           | Erori            |
| ----------- | --- | ------------------------------ | ---------------- | ----------- | ---------- | ---------- | ----------------- | ---------------- |
| 18983.01.01 | Castrul roman de pământ de la Izbășești- Dealul Corbeanca / ansamblu anonim (Categorie: locuire militară) (Tip: Castru de pământ) | sat Izbășești, comuna Stolnici | Dealul Corbeasca | daco-romană |            |            | Încărcați imagine | Raportați eroare |